# Римокатолички жупни уред, плебанија у Новом Саду
Римокатолички жупни уред, плебанија у Новом Саду саграђена је 1808. године, налази се у улици Католичке порте 3, представља непокретно културно добро као споменик културе од великог значаја.
Зграда Римокатоличког жупног уреда саграђена је са архитектонским стилским одликама из прелазне епохе барока у класицизам, према пројекту Георга Ефингера, у некадашњој црквеној порти. Зграда је једноспратна грађевина, правоугаоне основе, са главном фасадом која је решена симетрично са плитким централним ризалитом који је наглашен са четири пиластра и пластичним украсом кровног венца.
Доминантан, високи четвороводни кров са два масивна оџака, припада традицији барокне градње и као такав готово је једини који је преостао после страдања града у Буни 1849. године. Просторије приземља су под сводовима, где су смештене канцеларије и архива цркве, а у центру спратног дела налази се свечана дворана са таваницом богато украшеном гипсаним орнаментима и приватне одаје црквених личности.